# Mihail Mișustin
Mihail Vladimirovici Mișustin (rusă Михаил Владимирович Мишустин, pronunție în rusă [mʲɪxɐˈil vɫɐˈdʲɪmʲirəvʲit͡ɕ mʲiˈʂʊsʲtʲin]; n. 3 martie 1966) este un economist și politician rus care a fost numit în funcția de prim-ministru al Rusiei din 2020. Anterior a ocupat funcția de director al Serviciului Fiscal Federal din Rusia din 2010 până în 2020.
La 15 ianuarie 2020, a fost nominalizat la funcția de prim-ministru al Federației Ruse de către președintele Vladimir Putin. Audierile cu privire la numirea sa au avut loc în Duma de Stat la 16 ianuarie.